# Ferdinand Tille

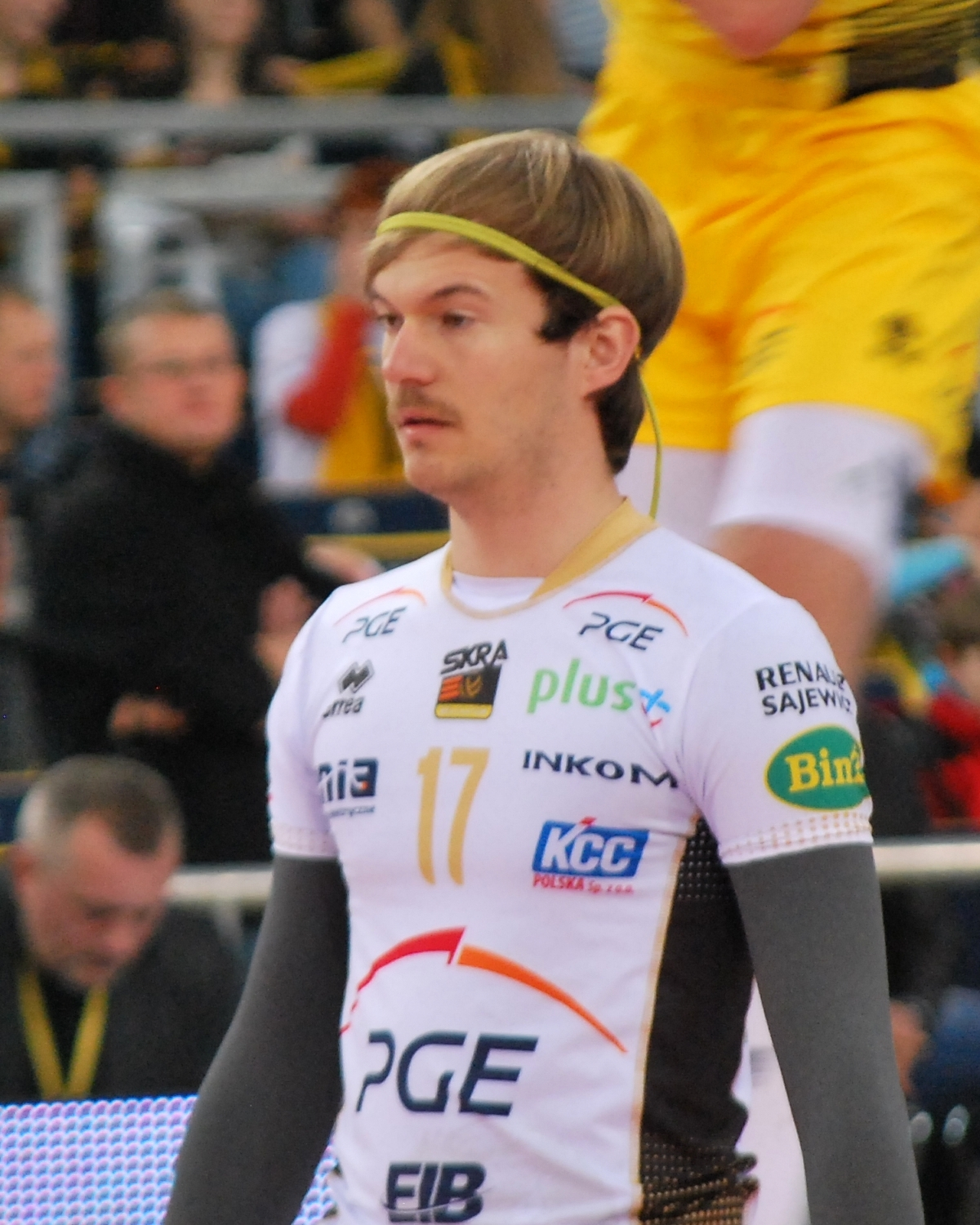
Ferdinand Tille zawodnikiem PGE Skry Bełchatów

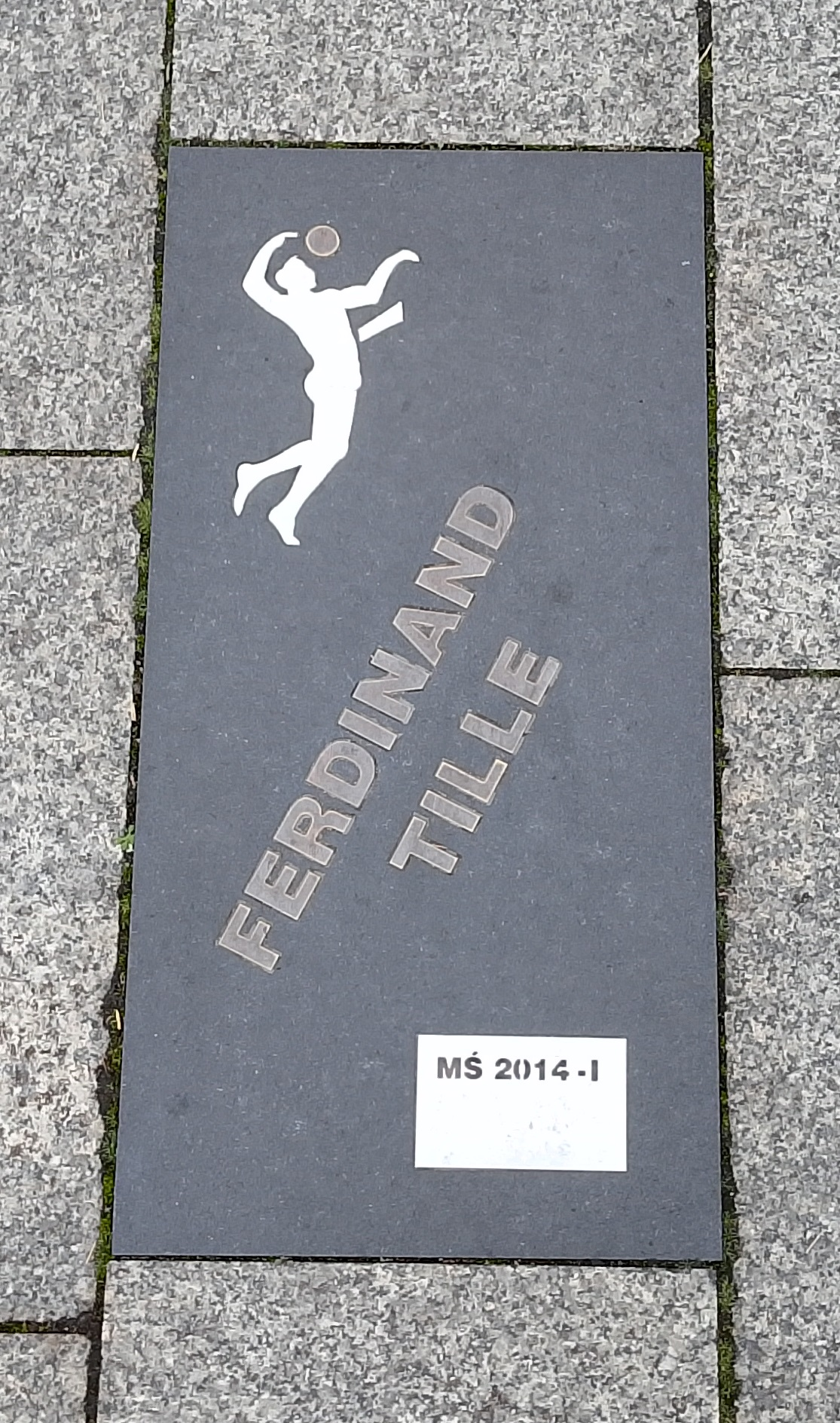
Tablica w Siatkarskiej Alei Gwiazd w Bełchatowie

Ferdinand Tille (ur. 8 grudnia 1988 w Mühldorf am Inn) – niemiecki siatkarz, reprezentant kraju, grający na pozycji libero. Brązowy medalista Mistrzostw Świata 2014 w Polsce. W sezonie 2014/2015 występował w polskim klubie PGE Skra Bełchatów. 

## Kariera klubowa
| Kariera juniorska | Kariera juniorska  | Kariera juniorska | Kariera juniorska | Kariera juniorska | Kariera juniorska | Kariera juniorska | Kariera juniorska | Kariera juniorska | Kariera juniorska | Kariera juniorska |
| ----------------- | ------------------ | ----------------- | ----------------- | ----------------- | ----------------- | ----------------- | ----------------- | ----------------- | ----------------- | ----------------- |
| Lata              | Klub               |                   |                   |                   |                   |                   |                   |                   |                   |                   |
| 1996–2004         | TSV Mühldorf       |                   |                   |                   |                   |                   |                   |                   |                   |                   |
| 2004–2005         | SV Lohhof          |                   |                   |                   |                   |                   |                   |                   |                   |                   |
| 2005–2006         | VCO Kempfenhausen  |                   |                   |                   |                   |                   |                   |                   |                   |                   |
| Kariera seniorska |                    |                   |                   |                   |                   |                   |                   |                   |                   |                   |
| Lata              | Klub               |                   |                   |                   |                   |                   |                   |                   |                   |                   |
| 2006–2011         | Generali Haching   |                   |                   |                   |                   |                   |                   |                   |                   |                   |
| 2011–2013         | Arago de Sète      |                   |                   |                   |                   |                   |                   |                   |                   |                   |
| 2013–2014         | Generali Haching   |                   |                   |                   |                   |                   |                   |                   |                   |                   |
| 2014–2015         | PGE Skra Bełchatów |                   |                   |                   |                   |                   |                   |                   |                   |                   |
| 2015–2023         | TSV Herrsching     |                   |                   |                   |                   |                   |                   |                   |                   |                   |

## Sukcesy klubowe
Liga niemiecka:
- 2009, 2010

Puchar Niemiec:
- 2009, 2010, 2011

Superpuchar Polski:
- 2014

Liga polska:
- 2015

## Sukcesy reprezentacyjne
Liga Europejska:
- 2009

Mistrzostwa Świata:
- 2014

Igrzyska Europejskie:
- 2015

## Nagrody indywidualne
- 2008 - Najlepszy przyjmujący Ligi Europejskiej
- 2010 - Najlepszy libero Mistrzostw Świata